# كريستيان رودريغو زوريتا
كريستيان رودريغو زوريتا (بالإسبانية: Cristian Zurita)‏ هو لاعب كرة قدم أرجنتيني في مركز الوسط، ولد في 24 يوليو 1979 في سالتا في الأرجنتين. لعب مع إنديبندينتي وغازي عنتاب سبور ومرسين إيدمانيوردو ونادي أتليتيكو كولون ونادي سان لورينزو.

## وصلات خارجية
- كريستيان رودريغو زوريتا على موقع اتحاد تركيا (لاعب) (الإنجليزية)
- كريستيان رودريغو زوريتا على موقع قاعدة بيانات كرة القدم.إي يو (الإنجليزية)
- كريستيان رودريغو زوريتا على موقع عالم كرة القدم.نت (الإنجليزية)